# Peromyscus pseudocrinitus
Peromyscus pseudocrinitus és una espècie de mamífer rosegador de la família dels cricètids. És endèmic de l'Isla Coronados (Mèxic). El seu hàbitat natural són els matollars desèrtics. Està amenaçat per la depredació per gats ferals, que ja han extirpat una altra espècie de rosegador de l'illa. El seu nom específic, pseudocrinitus, significa ‘fals pelut’ en llatí.